# Hybris

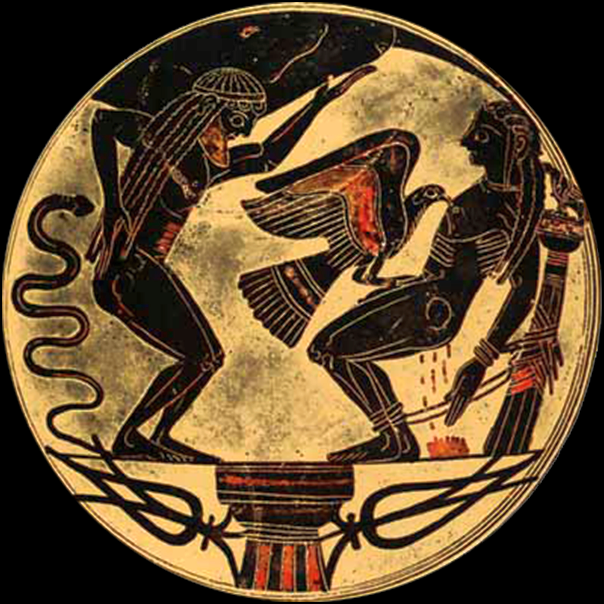
Ceramică cu figuri negre (550 î.Hr.) care îl înfățișează pe Prometeu care își ispășea pedeapsa, legat de o coloană.

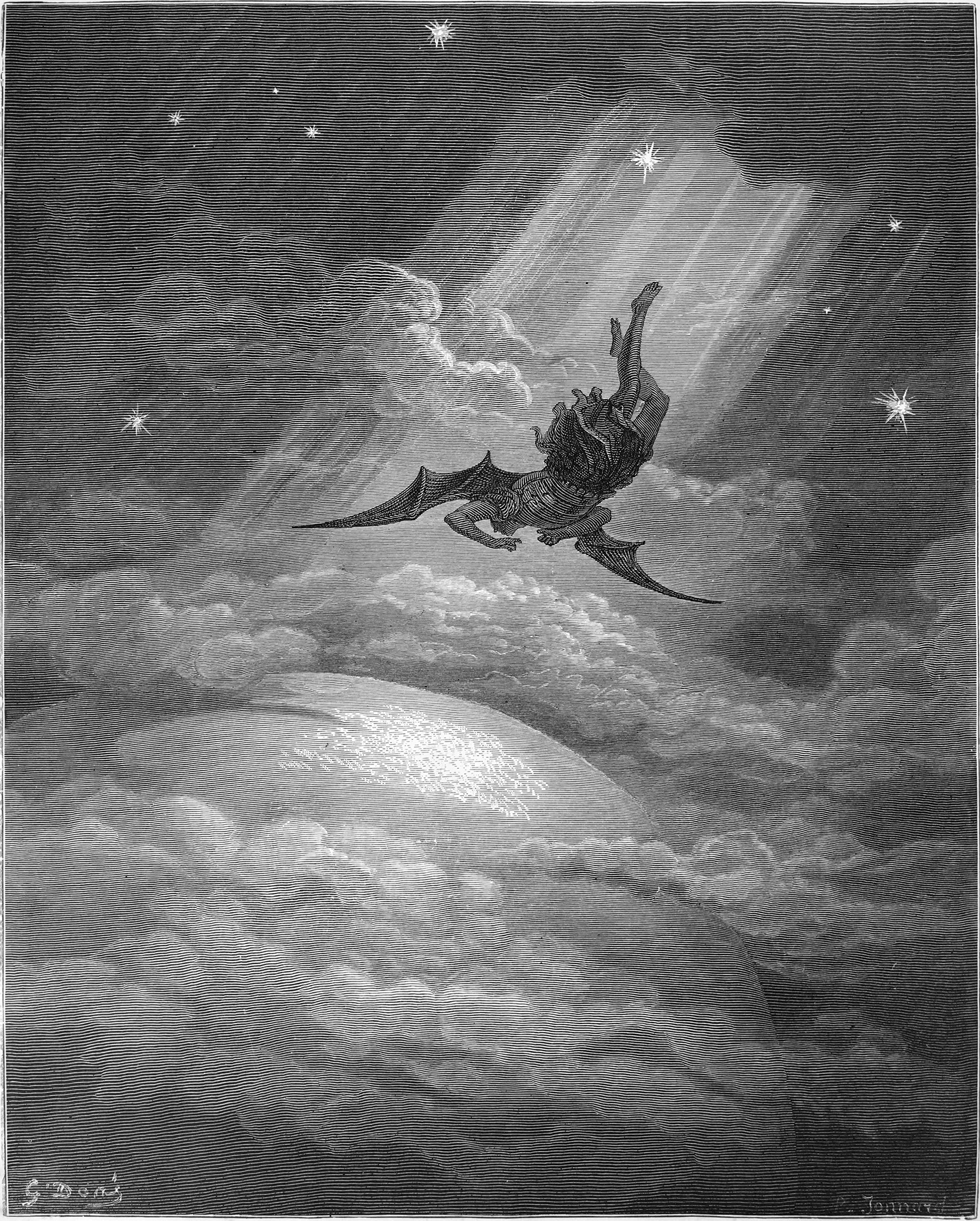
Ilustrație pentru Paradise Lost lui John Milton de Gustave Doré (1866). Descendența spirituală a lui Lucifer în Satana este una dintre cele mai cunoscute exemple de hybris.

Hybris (în greaca veche ὕβρις) descrie o calitate a personalității de mândrie extremă, nebunie sau un exces de încredere periculos deseori în combinație cu (sau sinonim cu) aroganță.  În contextul Greciei Antice, ea descrie, de obicei, un comportament care sfidează normele de purtare sau îi provoacă pe zei, și care la rândul lor determină căderea, sau Nemesis, a celui ce comite hybris.
Hybrisul este de obicei perceput ca o caracteristică a unui individ și nu a unui grup, deși grupul din care face parte cine comite hybris poate suferi consecințele colaterale din această faptă. Hybris indică adesea o pierdere a contactului cu realitatea și o supraestimare a propriei competențe, realizări sau capacități.

## Hybrisul în contextul Greciei Antice
în Grecia Antică, hybris se referea la acțiuni care rușinau și umileau victima pentru plăcerea sau mulțumirea abuzatorului. Termenul avea o puternică conotație sexuală și rușinea se reflecta și asupra făptuitorului. 
Încălcarea legilor împotriva hybrisului includeau ceea ce astăzi se pot enumera între crimele sexuale, sau furtul bunurilor publice sau sacre. Două cazuri binecunoscute se regăsesc în discursurile lui Demostene, un important politician și orator în Grecia Antică. Aceste două exemple, primul când Midias, un atenian bogat și cu o influență considerabilă, l-a lovit pe Demostene în față în teatru (Împotriva lui Midias), iar al doilea când un inculpat a atacat un bărbat (Împotriva lui Conon). Un alt exemplu de hybris apare în Împotriva lui Timarchus lui Eschine, unde inculpatul, Timarchus, este acuzat că ar fi încălcat legea hybrisului prin faptul că s-a supus prostituției și actului anal. Eschine a adus acest proces împotriva lui Timarchus pentru a-l priva de drepturile funcției politice și cazul a fost câștigat.
Sunt esențiale pentru această definiție și conceptele de onoare (τιμή, timē) și rușine (αἰδώς, aidōs). Conceptul de onoare cuprindea nu numai exaltarea celui care primește onoare, ci și rușinea celui biruit prin actul hybris. Acest concept de onoare este asemănător unui joc cu sumă nulă. Rush Rehm simplifică această definiție a hybrisului la conceptul contemporan de „insolență, dispreț și violență excesivă”.

### Folosul În contextul religios
Cuvântul grecesc pentru păcat, hamartia (ἁμαρτία), însemna inițial „eroare” în dialectul antic, astfel încât poeți precum Hesiod și Eschil foloseau cuvântul „hybris” pentru a descrie transgresiunile împotriva zeilor. Un mod obișnuit de a comite hybris era atunci când un om afirma că este mai bun decât un zeu într-o anumită abilitate sau atribut. Afirmații ca acest tip fuseseră rareori lăsate nepedepsite. De exemplu Arachne, o tânără țesătoare talentată, a fost transformată într-un păianjen când a spus că abilitățile ei depășesc cele ale zeiței Atena. Exemple suplimentare includ Icar, Faeton, Salmoneus, Niobe, Cassiopeia și Tereus.
Aceste evenimente nu s-au limitat doar în lumea mitologică și anumite persoane din istorie au fost considerate drept pedepsite pentru comiterea hybrisului prin aroganța lor. Unul dintre acești oameni a fost regele Xerxes, așa cum este înfățișat în piesa lui Eschil, Perșii, și care ar fi aruncat lanțuri pentru a lega Hellespontul ca pedeapsă pentru că a îndrăznit să distrugă flota sa.
Ceea ce este comun tuturor acestor exemple este încălcarea limitelor, deoarece grecii credeau că Soarta (Μοῖραι) a atribuit fiecărei ființe o anumită zonă de libertate, o zonă pe care nici măcar zeii nu pot să o încalce.

## Noul Testament
Cuvântul hybris folosit în Noul Testament este paralel cu cuvântul ebraic pasha, însemnând transgresiune. Reprezintă un sentiment de falsă mândrie care face ca un om să-l sfideze pe Dumnezeu, uneori în măsura în care se consideră egal ca el. Spre deosebire de aceasta, cuvântul comun pentru păcat a fost hamartia, care se referă la o eroare și reflectă complexitatea condiției umane. Rezultatul său este vinovăția, mai degrabă decât pedeapsa directă, ca în cazul hybrisului..

## Contextul modern
În utilizarea sa modernă, hybris denotă mândria excesivă combinată cu aroganța. Hybris este adesea asociat cu o lipsă de smerenie. Uneori, hybrisul unei persoane este asociat și cu ignoranța. Acuzația de hybris implică adesea că va urma suferința sau pedeapsa, similar cu împerecherea ocazională de hybris și nemesis în mitologia greacă. Proverbul „Mândria merge înaintea pieirii și trufia merge înaintea căderii” (din Proverbele și pildele lui Solomon, 16:18) este gândit să rezume utilizarea modernă a hybrisului. Hybrisul este, de asemenea, denumit "mândria ce orbește", deoarece adesea determină cine comite hybris să acționeze în moduri nechibzuite ce discredită bunul simț. Cu alte cuvinte, definiția modernă poate fi gândită ca fiind „acea mândrie care merge chiar înainte de cădere”.